# Batalla de Osca
La Batalla de Osca fue un enfrentamiento militar librado en el 72 a. C., entre las legiones de la República romana y los rebeldes populares durante la Guerra Sertoriana.

## Antecedentes
Según Plutarco, Marco Perpenna Ventón había asesinado a Quinto Sertorio, líder de la rebelión en Hispania, y había asumido el mando de su ejército. Llevaba tiempo conspirando, aprovechando que muchos sentían envidia contra el caudillo y él mismo se consideraba mejor líder, acusando a Sertorio de ser un tirano que los trataba como esclavos y de darle preferencia a sus guerreros celtíberos que a los romanos. En cambio, Apiano menciona que en sus últimos años, Sertorio se volvió más vicioso, entregándose a las mujeres, la bebida y el juego, lo que le hizo perder muchas batallas. Al mismo tiempo, se volvió cada vez más paranoico y cruel.
En secreto, Perpenna estuvo animando revueltas contra su superior, quien tuvo que aplastarlas con brutalidad, como cuando ejecutó y esclavizó a los jóvenes íberos que estaban siendo educados en la academia que había fundado en su capital, Osca. Estas acciones le volvieron impopular. Esto habría sido lo que motivo a Perpenna, pero su conspiración fue descubierta aunque el mismo Perpenna logró ser perdonado de alguna manera, otros involucrados fueron castigados o tuvieron que huir.
El atentado fue hecho durante un banquete secundado por varios oficiales. Plutarco afirma que a Sertorio no le gustaban los comportamientos indecorosos en las cenas, así que los conspiradores fingieron tal actitud para molestarlo. El caudillo se molestó y se echó a dormir dándoles la espalda, cuando Perpenna dio la señal le cayeron encima para sostener sus manos y lo mataron a puñaladas. Después que se enteraron, los guerreros sertorianos se enojaron mucho, especialmente los lusitanos, y su rabia hacia el fenecido caudillo se convirtió en pena. Además, todos odiaban a Perpenna en secreto y su odio sólo creció cuando se supo que en su testamento, Sertorio nombraba heredero a su lugarteniente, el propio Perpenna. Ante tal situación, el magnicida hizo amenazas, liberó a algunos rehenes tomados por Sertorio y utilizó su rango militar para conseguir el mando, aunque se sabía detestado.

## Batalla
Cneo Pompeyo Magno, procónsul de la Hispania Citerior, al enterarse del magnicidio, marchó directamente contra la capital rebelde. Perpenna, que necesitaba una victoria para sedimentar su posición como nuevo cabecilla, salió a enfrentarlo en las cercanías de la ciudad. Sin embargo, su talento militar era muy inferior al de Sertorio.
El ejército rebelde se encontró con unas diez cohortes pompeyanas y les atacó. Los pompeyanos se rompieron y retrocedieron, siendo seguidos por los rebeldes. Sin embargo, era una trampa y la retirada era simulada. De pronto, Perpenna se encontró con un ejército rodeado por los flancos y las diez cohortes giraron y les atacaron de frente. Los rebeldes rompieron filas y huyeron, poniendo fin a la guerra. Las bajas rebeldes fueron casi totales.

## Consecuencias
Perpenna fue descubierto en un matorral por la caballería pompeyana, más temeroso de sus propios hombres que del enemigo. De inmediato empezó a gritar que iba a revelar todos los nexos entre los rebeldes y la nobleza de Roma, aunque no se sabe si era verdad o sólo un invento para ser llevado vivo ante Pompeyo. En el campamento enemigo fue insultado por sus propios hombres por el asesinato de su superior. Intentó suplicar por su vida y se ofreció a darle a Pompeyo toda la correspondencia de Sertorio, que documentaría los contactos con los más altos niveles del gobierno y la sociedad romanos. Pompeyo indicó que aceptaría los papeles, y cuando todos estuvieron reunidos, los quemó, evitando la posibilidad de otra guerra civil. Perpenna y todos los hombres que habían asesinado a Sertorio fueron ejecutados.
Solamente dos ciudades siguieron resistiendo: Uxama Barca, que fue destruida por Pompeyo, y Calagurris, que resistió en un largo asedio al legado Lucio Afranio, siendo tomada y quemada después que sus defensores llegaron al punto del canibalismo para resistir. Apiano reconoce que si Sertorio no hubiera sido asesinado, la guerra no hubiera terminado tan abruptamente.

### Antigua
- Apiano. Libro I de Las guerras civiles. Parte de Historia Romana. Digitalizado por Perseus. Basado en traducción griego antiguo-inglés por Horace White, Londres: MacMillan & Co., 1899. Véase también versión digitalizada en UChicago. Basada en traducción de latín-inglés por Horace White, Loeb Classical Librery, 1913.
- Paulo Orosio. Historia contra los paganos. Traducción latín-inglés, introducción y notas por A. T. Fear, 2010, Liverpool University Press,  ISBN 9781846312397. Véase Libro V Archivado el 29 de mayo de 2020 en Wayback Machine..
- Plutarco. Vida de Pompeyo, parte de Vidas paralelas. Digitalizado en UChicago. Basada en traducción de latín-inglés por Bernadotte Perrin, volumen V de la Loeb Classical Librery, 1917. En español en Imperium.
- Plutarco. Vida de Sertorio, parte de Vidas paralelas. Versión digitalizada en UChicago, basada en traducción griego-inglés por Bernadotte Perrin, volumen VIII de la edición Loeb Classical Library, 1919. Versión española en Imperium.
- Tito Livio. Periocas. Versión digitalizada en 2003 por Livius. Basada en The Latin Library corregida con la edición de Paul Jal, Budé-edition, 1984. Traducción latín-inglés por Jona Lendering & Andrew Smith. Es un índice y resumen de una edición del siglo IV de su obra Ab Urbe condita (hoy mayormente perdida).

### Moderna
- Leach, John (1978). Pompey the Great. Londres: Croom Helm Ltd. ISBN 978-0-84766-035-3.
- Matyszak, Philip (2013). Sertorius and the Struggle for Spain. Barnsley: Pen and Sword Books Ltd. ISBN 978-1-84884-787-3.
- Spann, Philip Owen (1987). Quintus Sertorius and the Legacy of Sulla. University of Arkansas Press. ISBN 9780938626640.

- Datos: Q104834716